# Coracoid

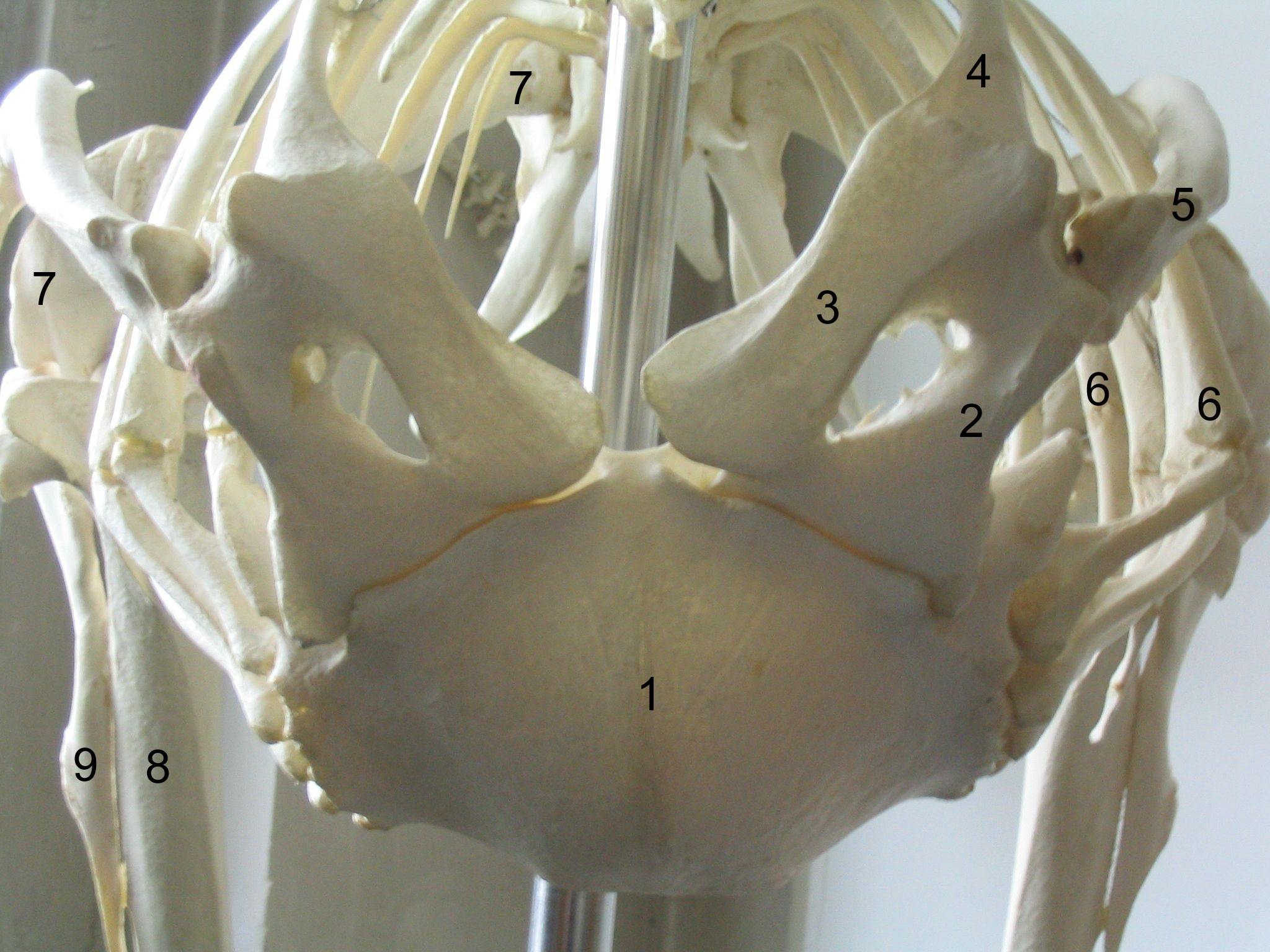
Skelett eines Afrikanischen Straußes von vorn
1 Brustbein, 2 Coracoid, 3 Schlüsselbein,
4 Schulterblatt, 5 Oberarmknochen,
6 Rippen, 7 Oberschenkelknochen,
8 Schienbein, 9 Wadenbein

Das Coracoid, Os coracoides oder Os coracoideum (zu griech. κορακοειδής korakoeidés, rabenähnlich, von κόραξ korax, Rabe), deutsch Rabenbein oder Rabenschnabelbein, ist einer der drei ursprünglichen Knochen des Schultergürtels bei Wirbeltieren.
Bei den Knochenfischen (Osteichthyes) bildet das Coracoid mit dem Schulterblatt (Scapula) eine U-förmige Knochenstütze. Bei den Amphibien tritt noch ein weiterer kleiner Knochen, das Procoracoid, hinzu. Bei den rezenten Reptilien ist das Coracoid zumeist nur knorplig, bei Schlangen (Serpentes) nur noch als Rest vorhanden.
Bei Vögeln (Aves) ist das Coracoid der kräftigste Knochen des Schultergürtels und liegt als stabförmige, vertikal und leicht zur Seite orientierte Stütze vor dem Brustkorb (Thorax). Dabei artikuliert es bauchwärts (ventral) mit dem Brustbein (Sternum) und rückenwärts (dorsal) mit Schulterblatt, Schlüsselbein und Oberarmknochen (Humerus), nimmt also an der Bildung des Schultergelenks teil.
Bei den Säugetieren (Mammalia) ist ein Coracoid nur bei den Kloakentieren (Monotremata) und einigen Seekühen ausgebildet. Bei den übrigen Säugetieren ist es zu einem am Schulterblatt befindlichen Fortsatz, dem Rabenschnabelfortsatz (Processus coracoideus), zurückgebildet.